# Калипсо (аквапарк)
Calypso — аквапарк, расположенный в городке Лимоджес, Онтарио, Канада, примерно в 35 км к востоку от Оттавы. Парк открыл свои двери для публики 7 июня 2010 года.
Calypso является крупнейшим водным парком в Северной Америке.
В июле 2012 года аквапарк Calypso посетил миллионный посетитель, а в 2015 г. — двухмиллионный.
15 июня 2018 года Калипсо открыл новый аттракцион под названием «Фунтана».

## Характеристика
Парк предлагает водные аттракционы и развлечения для всех возрастов — от малышей до взрослых искателей острых ощущений. В парке имеется более 35 водных горок с подогревом, 100 водных игр, крупнейший в Канаде волновой бассейн (площадь которого примерно равна 3 официальным хоккейным каткам НХЛ), 2 «тематические реки» и одна из самых высоких водных горок в Северной Америке — Summit Tower — которая открылась в июне 2011.
Парк открыт с июня по сентябрь. В нём работает более 600 сезонных сотрудников, включая 125 сертифицированных спасателей и 50 сертифицированных сотрудников, обслуживающих водные горки. Парк может принять 12 000 посетителей в день. В среднем парк посещает 400 000 человек каждый сезон.
В парке также имеется VIP-зона с 23 частными кабинками для переодевания и 10 люкс-номеров, кафе, рестораны и магазины, места для пикников, три ресторана в африканском стиле и зоны обслуживания посетителей со шкафчиками, раздевалками и душевыми.

## Плюсы и минусы
13 апреля 2015 года, парк был признан виновным в шести из одиннадцати обвинений, выдвинутых против него на основании Закона о технических стандартах и безопасности Онтарио. Парк был вынужден выплатить штраф.
С другой стороны, парк неоднократно был лауреатом различных премий туристической индустрии Канады.